# Plexipomisis thetis
Plexipomisis thetis is een zachte koraalsoort uit de familie Isididae. De koraalsoort komt uit het geslacht Plexipomisis. Plexipomisis thetis werd in 1998 voor het eerst wetenschappelijk beschreven door Alderslade. 